# Schönberg (Altgemeinde)
Schönberg ist eine ehemalige Gemeinde in Belgien. Das Gemeindegebiet wurde am 1. Januar 1977 auf die beiden neuen Großgemeinden Büllingen und Sankt Vith aufgeteilt. Zur Altgemeinde Schönberg gehörten die Dörfer und Weiler Schönberg, Alfersteg (teilweise), Amelscheid, Andler, Rödgen (heute alle zu St. Vith) sowie Eimerscheid, Medendorf und Andlermühle (heute alle zu Büllingen).
Das Gebiet der Altgemeinde Schönberg liegt auf ca. 400–550 m O.P. in der Eifel und ist Teil des Naturparks Hohes-Venn-Eifel.